# Scalebound
Scalebound (スケイルバウンド, Sukeirubaundo) era um RPG de ação desenvolvido pela PlatinumGames e Playground Games e publicado pela Microsoft Studios exclusivamente para Xbox One e o futuro Xbox Series X/S, mas que foi cancelado em 2017.
Realizado por Hideki Kamiya, é a primeira propriedade intelectual da PlatinumGames desde The Wonderful 101 (2013), e ao contrário de outros jogos da empresa que eram mais focados na acção, Scalebound é mais direccionado para as qualidades gráficas e para os aspectos role-playing.
Os jogadores assumiriam o papel de Drew, que tem como companhia um dragão chamado Thuban. É usada uma grande variedade de armas para derrotar os inimigos, bem como é possível dar ordens ao dragão, que ajuda os jogadores nas batalhas. Existe um elo entre Drew e Thuban, que em caso de perigo, um deverá proteger o outro, e a morte de um deles provocará imediatamente a morte do outro.
Em 2017 a Microsoft confirmou o cancelamento do jogo. 

## Jogabilidade
Scalebound seria um jogo de acção com elementos role-playing game numa perspectiva de terceira pessoa. Os jogadores controlam Drew, à medida que ele progride no mundo de Draconis. Os jogadores estão ligados a um dragão chamado Thuban, que assiste o jogador durante os combates. Como resultado desse elo, a morte de um causa imediatamente a morte do outro. Thuban é controlado pela inteligência artificial, mas podem ser dadas ordens ao dragão para atacar. O dragão pode ser montado (apesar de não ser possível no inicio), e a sua forma e aparência podem ser personalizadas. As suas habilidades também podem ser melhoradas usando as gemas que são deixadas pelos inimigos derrotados.
Drew pode ser equipado com vários tipos de armas, como espadas e arcos com flechas explosivas. As armas degradam-se com o uso que lhe é dado. Scalebound não tem nenhum sistema de fabrico artesanal, mas os jogadores podem apanhar várias armas diferentes ao longo do jogo.
Quando em confronto com inimigos enormes, os jogadores podem saltar e ir para cima deles para conseguirem atacar. Drew tem também um braço-dragão, que lhe dá a possibilidade de retirar informação dos inimigos, lançar pulsos de energia e curar o seu dragão. Drew também se pode transformar numa criatura meio dragão meio humana, reforçando as suas habilidades. Ao derrotar inimigos e dar assistência a Thuban, seja a curá-lo ou ajudá-lo em batalha, os jogadores podem ganhar ‘pontos de perícia’, e usá-los para aumentar o nível de Drew. Serão dados pontos adicionais se os jogadores derrotarem vários inimigos de forma consecutiva. Scalebound inclui um modo cooperativo para quatro pessoas.

## Desenvolvimento
Scalebound estava sendo produzido pela PlatinumGames, e é a primeira propriedade intelectual da empresa desde The Wonderful 101 (2013). O criador Hideki Kamiya considera que o jogo é uma nova experiência e um grande desafio para o estúdio, algo com o qual nunca tinham trabalhado. Queriam criar um jogo cuja jogabilidade fosse diferente de tudo aquilo que já tinham feito na Platinum. Kamiya também considera que a colaboração com a Microsoft ajudou a desenvolver o estúdio. Juntamente com Bayonetta, Kamiya refere que o cerne de Scalebound foi das primeiras ideias que teve quando em 2006 se mudou da Capcom para fundar a PlatinumGames, e por uma ou outra razão decidiram produzir Bayonetta primeiro. De acordo com ele, o estilo-Bayonetta não é o foco deste jogo, mas promete que o combate "tem a mesma qualidade que define os jogos de acção [da Platinum]". A equipa deu mais ênfase nos gráficos e na qualidade visual para criar um jogo "foto-realista". Scalebound foi desenhado para ser acessível a novos jogadores e a equipa espera que o ambiente de fantasia possa ser mais apelativo a uma maior audiência. A Platinum também consultou os laboratórios de pesquisa da Microsoft para assegurar que o jogo é adequado ao gosto de um publico mais amplo.
Scalebound foi anunciado oficialmente na conferencia de imprensa da Microsoft Studios durante a E3 2014 com um video cinemático. O primeiro video do jogo em acção foi mostrado na Gamescom 2015, juntamente com Crackdown 3 e Quantum Break. Também no mesmo evento foi revelado o modo cooperativo.

### Design
"Quando estava no Ensino Superior, adorava jogos de fantasia de espada e feitiçaria como Sorcerian no meu computador. Por alguma razão nunca tive a hipótese de expressar esse amor - quer dizer, tive muitas oportunidades de fazer jogos – mas com [Scalebound] sou capaz de o fazer."

- Hideki Kamiya, director criativo de Scalebound.
Scalebound é o primeiro jogo de acção com elementos role-playing game (action role-playing game) da Platinum. Kamiya descreveu que o jogo é um sonho seu tornado realidade, visto porque desde sempre queria criar um jogo com dragões a fazerem o papel de companheiros do jogador, em vez de inimigos. Para dar uma pequena reviravolta ao mundo do jogo e prevenir que este se torne muito típico, a equipa introduziu Drew, um jovem que vem do mundo moderno, contrastando com o ambiente de fantasia do jogo. O elo que existe entre o protagonista e o dragão não estava nos planos originais. A visão original de Kamiya era de ter monstros a lutar uns contra os outros, no entanto, decidiram acrescentar esse tema mais tarde para aumentar a participação do jogador na acção. Para resolver o problema de ter dois personagens principias num único jogo, focaram o enredo em Drew e a jogabilidade em Thuban. Como resultado, Thuban pode ser personalizado, ao contrário de Drew. Originalmente, o jogo seria para a Wii, teria uma jovem como protagonista e seria sobre dinossauros, com a possibilidade dos jogadores darem ordens a outros dinossauros.
Kamiya citou o jogo Sorcerian (1987) da série Dragon Slayer, como inspiração, incluindo o seu tema de "monstros gigantes", vários cenários, "possibilidades expansivas", "toneladas de aventura" e inimigos como uma hidra e "muitos dragões fantásticos". Também referiu o jogo Hydlide 3 de 1987 para PC-8801 MA, fazendo notar a sua influencia "no design do jogo", assim como os dragões de Dragon Quest.
O mundo do jogo é Draconis, um enorme cogumelo que está sempre a crescer. A energia que emana dele serve como fundação para toda a vida de todas as criaturas que nele habitam. De acordo com Yong-hee Cho, o director de arte, a energia foi inspirada em a Força da série Star Wars. Draconis é descrito como sendo não-linear para encorajar a exploração. Quando estava a desenhar o mundo, a equipa queria balancear a discrepância entre realismo e imaginação. Como resultado, 80% do jogo é baseado em paisagens da Terra, enquanto que os outros 20% são ambientes criados a partir da energia do cogumelo. De acordo com Cho, quando mostrou pela primeira vez os desenhos que tinha dos inimigos a Kamiya, este rejeitou-os porque estavam muito exagerados. Kamiya referiu que o fez porque queria os inimigos mais realistas. Em adição, a dificuldade dos inimigos não tem uma escala de acordo com a força e nível de Drew, isto porque a Platinum queria que sem essa escala de dificuldade, os jogadores pudessem experimentar a sensação de vitória e puderem regressar a áreas que já tinham visitado e derrotar inimigos mais fáceis. Mesmo assim, o comportamento dos inimigos muda durante o segundo encontro.

## Lançamento
Inicialmente previsto para o final de 2016, Scalebound seria lançado pela Microsoft Studios para Xbox One e Windows 10 em 2017. A equipa de produção justificou o adiamento com a necessidade de "entregar a nossa visão ambiciosa."

## Cancelamento
Após anos de produção, e em meio a muitos problemas publicados pela Platinum Games, Scalebound foi cancelado no dia 9 de janeiro de 2017. Entre muitos rumores, precedentes ao cancelamento, estavam, problemas com a engine, demasiada pressão com a equipe desenvolvedora, e prioridade em outros títulos. A Microsoft Studios publicou uma breve declaração na íntegra: "Após uma cuidadosa deliberação, a Microsoft Studios chegou a decisão de encerrar a produção de Scalebound. Estamos trabalhando duro para entregar um catálogo incrível de games para os nossos fãs neste ano, incluindo Halo Wars 2, Crackdown 3, State of Decay 2, Sea of Thieves e outras ótimas experiências. Para mais informações sobre os nossos planos de 2017"

Em desenvolvimento há mais de 4 anos, "Scalebound" foi originalmente anunciado na E3 2014 como um dos principais exclusivos do Xbox One. Em 2016, o game também foi anunciado para Windows 10 através do programa Play Anywhere da plataforma Xbox. 